# ابتكار مالي
الابتكار المالي هو عملية إنشاء أدوات مالية جديدة، بالإضافة إلى إنشاء تقنيات ومؤسسات وأسواق مالية جديدة. تتضمن الابتكارات المالية الحديثة صناديق التغطية الاحتياطية، الأسهم الخاصة، المشتقات المالية ذات الصلة بحالة الطقس، المنتجات المهيكلة للبيع بالتجزئة، صناديق المؤشرات المتداولة، المكاتب متعددة الأسر، الصكوك (سندات إسلامية). أنتج النظام المصرفي الموازي مجموعة متتابعة من الابتكارات المالية تتضمن سندات الرهن العقاري وأذونات الدين المضمونة (CDOs).
توجد ثلاثة أصناف من الابتكار المالي: المؤسسي، الإنتاجي (الخاص بالمنتج)، الإجرائي. يرتبط الابتكار المالي المؤسسي بإنشاء أنواع جديدة من الشركات المالية، مثال على ذلك: شركات بطاقة الائتمان المتخصصة مثل شركة كابيتل وان، منصات التداول الإلكترونية مثل شركة تشارلز شواب، البنوك الافتراضية. يرتبط الابتكار المالي الإنتاجي بالجديد من المنتجات، مثال على ذلك: المشتقات المالية، التوريق أو التسنيد، القروض العقارية بالعملات الأجنبية. يرتبط الابتكار المالي الإجرائي بالطرق الجديدة لممارسة المعاملات المالية، ويتضمن ذلك الخدمات المصرفية عبر الإنترنت والخدمات المصرفية عبر الهاتف.

## المعلومات الأساسية أو الخلفية
لدي النظرية الاقتصادية الكثير مما تخبرنا به عن أنواع الأوراق المالية المتاحة، وعن السبب في كون بعضها غير متاح (لماذا قد يجب أن تكون بعض الأسواق المالية «غير مكتملة»؟). ولكن لديها القليل مما تخبرنا به عن السبب وراء ظهور أنواع جديدة من الأوراق المالية.
أحد التفسيرات لنظرية موديجلياني ميلر هو أن الضرائب واللوائح هي الأسباب الوحيدة التي تجعل المستثمرين يهتمون بما تصدره المؤسسات من سندات أو أوراق مالية، مديونيات، حقوق المساهمين، أو أي شيء آخر. تنص النظرية على أن هيكلية التزامات الشركة يجب ألا يكون لها أي تأثير على صافي قيمتها (ضرائبها غير المدفوعة). قد يتم تتداول الأوراق المالية بأسعار مختلفة حسب بنيتها، ولكن في النهاية يجب أن تضيف ما يصل إلى نفس القيمة.
علاوة على ذلك؛ ينبغي أن يكون هناك طلب قليل على أنواع محددة من الأوراق المالية. يشير نموذج تسعير الأصول الرأسمالية والذي طوره لأول مرة جاك ترينور وويليام شارب؛ إلى ضرورة أن ينوع المستثمرون استثماراتهم بشكل كامل، وأن تكون حقائبهم الاستثمارية مزيجًا من «المطروح فِي السوق» ومن الاستثمار الخالي من المخاطر. يمكن للمستثمرين من ذوي الأهداف المختلفة فيما يتعلق بالمخاطر/ العائد استخدام الروافع المالية (الإنفاق بالاستدانة) لزيادة نسبة عائد السوق إلى العائد الخالي من المخاطر في حقائبهم الاستثمارية. ومع ذلك؛ يزعم ريتشارد رول أن هذا النموذج غير صحيح؛ لأن المستثمرين لا يمكنهم الاستثمار في كامل السوق. وهذا يعني بشكل ضمني ضرورة وجود طلب على الأدوات التي تفتح أنماطاً جديدة من فرص الاستثمار (بما أن هذا يجعل المستثمرين أقرب إلى القدرة على الشراء في كامل السوق)، وليس فقط الأدوات التي تعيد قولبة المخاطر الموجودة بالفعل في شكل مختلف (نظرًا إلى أن المستثمرين معرضين بالفعل للكثير من تلك المخاطر في حقائبهم الاستثمارية).
إذا كان العالم موجودًا كما يفترضه نموذج آرو دبرو؛ فلن تكون هناك حاجة للابتكار المالي. إذ يفترض النموذج أن المستثمرين قادرون على شراء الأوراق المالية التي تؤتي ثمارها إذا وفقط إذا كان العالم في وضع معين. ومن الممكن أن يجمع المستثمرون بين هذه الأوراق المالية لإنشاء سندات وحقائب استثمارية قادرة على تحقيق أي مردود يرغبون به. تنص النظرية الأساسية للتمويل على أن سعر تجميع مثل هذه الحقائب سوف يكون مساوياً لقيمتها المتوقعة في ظل ظروف مناسبة من التدابير المحايدة للمخاطر.

## الأمثلة

### عبر السوق
أصبحت بعض أنواع الأدوات المالية هامة بعد أن اضطرت ظروف الاقتصاد الكلي المستثمرين إلى أن يكونوا أكثر وعيًا بالحاجة إلى الاحتياط من أنواع معينة من المخاطر.
- طُوّرت مبادلات سعر الفائدة في أوائل الثمانينيات بعد الارتفاع الهائل لأسعار الفائدة.
- طُوّرت مبادلات مخاطر الائتمان في أوائل القرن الحادي والعشرين بعد أن أدى الركود الذي بدأ في عام 2001 إلى أعلى معدل عجز عن سداد سندات الشركات في عام 2002 منذ أزمة الكساد العظيم.

### الابتكار الرياضي
- شهدت عقود الاختيار المالية نمواً هائلاً بعد تطوير نموذج بلاك سكولز في عام 1973.
- تأثرت أذونات الدين المضمونة (CDOs) بشدة جرّاء تعميم تقنية الكوبولا. ومع ذلك؛ فقد لعبت دورًا في الأزمة المالية لعام 2008.
- دخل التداول السريع إلى حيز الوجود في سوق عقود بورصة شيكاغو سنة 2000، وفي سوق الأوراق المالية سنة 2006. في يوليو 2010؛ أصبح دايركت ايدج أحد المساهمين في بورصة العقود المُستقبلية الأمريكية. في أوائل عام 2009 أنشأ سوق ناسدك للأوراق المالية وأسواق وبتس العالمية أسواق التداول السريع الخاصة بهم.[2]

وُجدت العقود المستقبلية وعقود الاختيار المالية والكثير من الأنواع الأخرى من المشتقات المالية منذ قرون؛ بدأ سوق العقود المستقبلية للأرز الياباني نحو عام 1730. ومع ذلك؛ شهدت العقود الأخيرة استخدامًا مكثفًا للمشتقات المالية وتقنيات التوريق المعقدة حسابيًا. من وجهة نظر اجتماعية، يزعم بعض خبراء الاقتصاد أن الصيغ الرياضية تغير فعليًا الطريقة التي يستخدمها الوكلاء الاقتصاديون في استخدام الأصول وأسعارها. وبدلاً من أن يتصرف خبراء الاقتصاد كآلة تصوير تلتقط صورًا موضوعية للطريقة التي يسير بها العالم؛ فإنهم يغيرون السلوك من خلال توفير صيغ تسمح للوكلاء بالاتفاق على أسعار الأصول الجديدة. اطلع على المشتقات المالية غير المألوفة، عقود الاختيار المالية غير المألوفة.

### تجنب الضرائب واللوائح
ركز ميلر (1986) بشكل كبير على دور الضرائب واللوائح الحكومية في تحفيز الابتكار المالي. فقد اعتبرت وبشكل صريح نظرية موديجلياني ميلر الضرائب سببًا لتفضيل نوع من الحماية على نوع آخر، على الرغم من أنه في عالم بلا احتياطات نقدية جزئية ينبغي على الشركات والمستثمرين أن يلتزموا بعدم الاكتراث ببنية رأس المال.
طُورت الحسابات الجارية في البنوك الأمريكية من أجل تجنب الضرائب العقابية على الأوراق المالية الحكومية التي كانت جزءاً من قانون البنوك الوطنية.
يستخدم بعض المستثمرين مبادلات العائد الإجمالي لتحويل الأرباح إلى مكاسب رأسمالية؛ والتي بدورها تخضع للضريبة بمعدل أقل.
في كثير من الأحيان، يثبّط المنظمون وبشكل صريح أو يحظرون التداول في أنواع معينة من الأوراق المالية. في الولايات المتحدة؛ المقامرة على الأرجح غير قانونية، وقد يكون من الصعب أن نجزم ما إذا كانت العقود المالية تشكل أدوات غير قانونية للمقامرة أو أدوات مشروعة للاستثمار وتقاسم المخاطر. لجنة تداول العقود الآجلة للسلع هي المسؤولة عن اتخاذ هذا القرار. وُصفت الصعوبات التي واجهها مجلس شيكاغو للتجارة في محاولة تداول العقود الآجلة على الأسهم ومؤشرات الأسهم في ميلاميد (1996).

## انتقادات
يزعم بعض خبراء الاقتصاد أن الابتكار المالي لا يعود إلا بفوائد ضئيلة على الإنتاجية، صرح بول فولكر بأنه «يوجد القليل من الارتباط بين تطور النظام المصرفي ونمو الإنتاجية». وبأنه لا يوجد «دليل محايد على أن الابتكار المالي يؤدي إلى نمو اقتصادي» وأن الابتكار المالي كان سببًا للأزمة المالية عام 2007 - 2010. في حين يصرح بول كروغمان أيضًا بأن «النمو المتسارع في التمويل منذ عام 1980 كان إلى حد كبير مصدر للريعية عوضًا عن الإنتاجية الحقيقية».